# 宇佐美なお
宇佐美 なお（うさみ なお、1998年〈平成10年〉11月8日 - ）は、日本のグラビアモデル、タレント、元レースクイーンである。
東京都出身。イー・スマイルを経てGDL Entertainment所属。

## 略歴
2020年、SUPER GT300クラス「GAINER TANAX GT-R」のレースクイーンに当たる「GAINER sucre」の11号車担当としてレースクイーンデビュー。翌2021年はJLOC DEA CORSAのレースクイーンを務めたほか、格闘技団体「RIZIN」のラウンドガールに当たる「RIZINガール」としても活動した。
2022年、ワンエイトプロモーションを退所した久保田杏奈から引き継ぐ形で、SUPER GT500クラス『リアライズガールズ』の56号車担当に就任。同年には、週刊ポスト（小学館）主催の『日本グラビアクイーンコンテスト』にエントリー（Entry No.4）したが、ファイナリスト進出はならなかった。
翌2023年も引き続きリアライズガールズを務める一方、同年8月20日に自身初のイメージDVD『太陽の果実』をリリース。そして2024年1月12日に東京オートサロン内で発表された『日本レースクイーン大賞2023』で週刊プレイボーイ賞を受賞し、同年5月27日発売の週プレ24号でグラビアを飾った。
しかし2024年2月28日、自身のSNSでRQ引退を表明すると共に、イー・スマイルを退所したことを発表。フリーの立場で同年8月28日にイメージDVD第2作『人魚』をリリースした後、9月1日にはGDL Entertainmentに移籍したことをSNSで発表した。

## 人物・エピソード
- 父が日本人、母がスペイン系フィリピン人のハーフ[16][17]。
- 高校卒業後はバーテンダーとして就職したが、バーの客として来ていたレース関係者にRQの仕事を勧められたのがきっかけで活動を始めた[3][4]。イー・スマイルに所属していた4年間の間で、ギャルズ・パラダイス（三栄）のスペシャル・グラビアには一度も登場せず、東京オートサロンは2024年のAUTOWAY[注 2]ブース、2025年はKAMIKAZE COLLECTIONブースに参加。2025年は大阪オートメッセにも東京オートサロンと同様KAMIKAZE COLLECTIONのブースに参加している。
- 2024年のレースクイーン大賞では週刊プレイボーイ賞を獲得。週刊プレイボーイの投票数は過去最多。
- 現在の身長は167cm。小学生の頃から身長が高く、バストもDカップあったという[4]。2024年現在はGカップである[2][14]。
- 部活は小学3年から中学校までバスケットボール部だった[4]。
- 心霊・オカルトマニアである。プライベートでは関東地方の心霊スポットを巡っており[18]、GDL移籍後の2024年10月からは『宇佐美の夜更かしchannel』と題したYouTubeチャンネルを立ち上げ、心霊スポットを紹介している[動画 1]。
- JリーグではFC東京のファン。実家がFC東京小平グランドの近くだったため、子供の頃から応援していたという[19]。
- 憧れの女優は菜々緒[16]。

## 作品

### イメージビデオ
| ＃ | タイトル   | 発売日        | 発売元                     | 出典          |
| -- | ---------- | ------------- | -------------------------- | ------------- |
| 1  | 太陽の果実 | 2023年8月20日 | ラインコミュニケーションズ | [ 16 ] [ 13 ] |
| 2  | 人魚       | 2024年8月28日 | EDEN PICTURES              | [ 14 ]        |

## 活動

### レースクイーン
| 年     | カテゴリー | クラス | チーム名                                                        | 他メンバー             | 出典   |
| ------ | ---------- | ------ | --------------------------------------------------------------- | ---------------------- | ------ |
| 2020年 | SUPER GT   | 300    | GAINER sucre （GAINER TANAX GT-R 11号車）                       | 清水にな（10号車）     | [ 1 ]  |
| 2021年 | SUPER GT   | 300    | JLOC DEA CORSA （JLOC ランボルギーニ・ウラカン GT3 EVO 88号車） | 朝比奈果歩・霧原のあん | [ 6 ]  |
| 2022年 | SUPER GT   | 300    | リアライズガールズ （KONDO Racing 56号車）                      | 水瀬琴音               | [ 9 ]  |
| 2023年 | SUPER GT   | 300    | リアライズガールズ （KONDO Racing 56号車）                      | 水瀬琴音               | [ 20 ] |

### ラウンドガール
- RIZINガール2021（緑担当・2021年8月 - 2022年8月）[7][21]
- Shimizu presents BOM OUROBOROS（2022年9月23日・大田区総合体育館）[17]
- Lifetime Boxing Fights20（2024年4月17日、後楽園ホール）- 宇佐だにかと共演[22]
- SANKYO Presents Lifetime Boxing Fights 22「WBA・IBF世界スーパーフライ級王座統一戦」（2024年7月7日・両国国技館）[注 3]
- WBA世界スーパーフェザー級挑戦者決定戦10回戦『堤駿斗 vs. レネ・アルバラード』（2024年12月31日・大田区総合体育館）- 上原沙弓理と共演[25]

### 雑誌
- 週刊プレイボーイ（集英社）
  - 2022年20・21合併号「グラビアフェス!2022」[注 4]
  - 2023年46号「NIPPONグラドル57人」[注 5]
  - 2024年24号グラビア「史上最強のSEXYクイーン現る!」 - デジタル写真集も制作[4]
- MENSDVDSEXY
- EXMAX2025 4月号5月号
- 臨時増刊ラヴァーズ表紙

### イベント
- ニコニコ超会議2023「SANYOブース」（2023年4月29日 - 30日・幕張メッセ）[29]
- いなプーフォトフェス2023（2023年6月25日・稲毛海浜公園）[注 6]
- 東京ゲームショウ2023「KONAMIブース」（2023年9月21日 - 24日、幕張メッセ）- 『メタルギアソリッド』のコンパニオン[31]
- 東京オートサロン2024「AUTOWAYブース」（2024年1月11日 - 13日、幕張メッセ）[注 7]
- 大阪オートメッセ2025「KAMIKAZE COLLECTIONブース」（2025年2月7日 - 9日、インテックス大阪）[12]

### 映画
- TURNING POINT3（2023年・ハシテツヤ監督）- 飯田百合役[動画 2]